# Station Hamburg-Harburg
Station Hamburg-Harburg (Bahnhof Hamburg-Harburg) is een spoorwegstation in de Duitse stadsdeel Harburg van de stadstaat Hamburg. Het station is het belangrijkste station in Hamburg ten zuiden van de Elbe. Hier stoppen ICE-, IC/EC-, Nachttreinen en alle regionale treinen (IRE, RE en RB)
In het station kruisen de twee spoorlijnen Wanne-Eickel - Hamburg en Lehrte - Cuxhaven. Daarnaast is het station ondertunneld voor de spoorlijn Hamburg Hauptbahnhof - Hamburg-Neugraben waarover de S-Bahn van Hamburg rijdt met de lijnen S3 en S5.

## Geschiedenis
Het eerste station van Harburg werd in 1847 aan de spoorlijn Celle-Harburg geopend. Het werd later als goederenstation voor stuk- en expresgoederen gebruikt. De baan tussen de oostelijke en westelijke stationskanaal ligt er tegenwoordig spoorloos bij. Een ander station werd in 1872 met de opening van de spoorlijn naar Hamburg gebouwd, Het lag in de richting van de Elbbrücken aan de Grubestraße (vandaag: Hannoversche Straße). Het werd vervangend door het huidige station, welke op 1 mei 1897 werd geopend als Hauptbahnhof van de stad Harburg. Het ontwerp van het gebouw was van de architect Hubert Stier. Het nieuwe hoofdstation werd gelijk, in plaats van de Unterelbeschen Bahnhof (1881-1984), het eindpunt van de Niederelbebahn naar Cuxhaven.
De naam van het station was tot 1927 Harburg Hauptbahnhof, daarna kreeg het tot 1938 de naam Harburg-Wilhelmsburg Hauptbahnhof
Op 18 oktober 2003 raakte door een kabelbrand de S-Bahntunnel voor miljoenen euro's beschadigd. Er raakte geen mensen gewond. Het S-Bahnverkeer was tussen Harburg Rathaus en Wilhelmsburg tot 27 oktober 2003 onderbroken.

## Stationsindeling
Het reizigersstation heeft drie eilandperrons met elk twee perronsporen. Het stationsgebouw uit bakstenen bevindt zich in de brede middelste perron. Een overdekte voetgangersbrug verbindt alle sporen met het voorgebouw aan de Hannoverschen Straße.
Ten zuiden van het reizigerstation bevindt zich een tweezijdig rangeerstation. Na de bouw van het rangeerstation Maschen werd het rangeerstation van Harburg veel kleiner gemaakt, alleen voor goederentreinen met een lokale bestemming. Daarnaast bevindt zich hier een magazijn. Vroeger lag ten noorden van het reizigersstation het onderhoudswerkplaats Hamburg-Harburg. Tegenwoordig hebben de gebouwen een monumentale status en wordt als bouwmarkt gebruikt, welke het gebouw ook onderhoud.
In kader van het conjunctuurprogramma werd het stationsgebouw door DB Station&Service AG opnieuw ingericht. Daarvoor werd ook de voetgangersbrug gerenoveerd en de beschutting tegen weer en wind verbeterd.
De S-Bahn verkeert in een tunnel onder de zes perronsporen. Deze tunnel ligt haaks op de sporen boven de grond.

## Cultuurstation
In het gebouw tussen de sporen bevindt zich in de voormalige wachtkamer van de 3e klasse, later als onderwijsplaats voor treindienstleider, vanaf 2005 de Jazzclub in Stellwerk. Tegenover bevindt zich de voormalige wachtkamer van de 1e klasse, welke nog de originele Cassetteplafond heeft. Het huisvest de Kunstverein Harburger Bahnhof met wisselende kunsttentoonstellingen.

## Treinverkeer
Zowel langeafstands- als regionale treinen doen het station aan. Daarnaast heeft het station ook een halte in de S-Bahn van Hamburg.

### Langeafstandstreinen
De volgende langeafstandstreinen doen station Hamburg-Harburg aan:
| Serie    | Treinsoort                        | Route | Bijzonderheden |
| -------- | --------------------------------- | --- | --- |
| ICE 25   | InterCityExpress (DB Fernverkehr) | [ [ Kiel Hbf – Neumünster ] / [ Hamburg-Altona ] – Hamburg Dammtor – Hamburg Hbf – Hamburg-Harburg – ] / [ Oldenburg (Oldb) Hbf – Bremen Hbf – ] Hannover Hbf – Göttingen – Kassel-Wilhelmshöhe – Fulda – Würzburg Hbf – [ Nürnberg Hbf – ] / [ Treuchtlingen – Donauwörth – Augsburg Hbf – München-Pasing ] / [ Ingolstadt Hbf ] – München Hbf – Tutzing – Murnau – Oberau – Garmisch-Partenkirchen | Rijdt elk uur tussen Hamburg en München. Elke twee uur een vleugeltrein naar/van Oldenburg. Enkele treinen via Augsburg. Één trein per dag door naar Garmisch-Partenkirchen. |
| ICE 31   | InterCityExpress (DB Fernverkehr) | Hamburg-Altona – Hamburg Dammtor – Hamburg Hbf – Hamburg-Harburg – Bremen Hbf – Osnabrück Hbf – Münster Hbf – Dortmund Hbf – Hagen Hbf – Wuppertal Hbf – Solingen Hbf – Köln Hbf – Bonn Hbf – Koblenz Hbf – Bingen (Rhein) Hbf – Mainz Hbf – Frankfurt (Main) Flughafen Fernbahnhof – Frankfurt (Main) Hbf – Hanau Hbf – Würzburg Hbf – Nürnberg Hbf – Ingolstadt Hbf – München Hbf | Elk uur tussen Hamburg en Frankfurt. Éénmaal per twee uur tussen Frankfurt en Nürnberg. Enkele treinen door tot München.                                                     |
| ICE 91   | InterCityExpress (DB Fernverkehr) | [ Hamburg-Altona – Hamburg Dammtor – Hamburg Hbf – Hamburg-Harburg – Hannover Hbf – Kassel-Wilhelmshöhe – Fulda ] / [ [ Hamburg Hbf – Hamburg-Harburg – Bremen Hbf – Osnabrück Hbf – Münster (Westf) Hbf – Dortmund Hbf – Hagen Hbf – Wuppertal Hbf – Solingen Hbf ] / [ Dortmund Hbf – Bochum Hbf – Essen Hbf – Duisburg Hbf – Düsseldorf Hbf ] – Köln Hbf – Bonn Hbf – Koblenz Hbf – Mainz Hbf – Frankfurt (Main) Flughafen Fernbahnhof – Frankfurt (Main) Hbf – Hanau Hbf ] – Würzburg Hbf – Nürnberg Hbf – Regensburg Hbf – Plattling – Passau Hbf – Wels Hbf – Linz Hbf – St. Pölten Hbf – Wien Meidling – Wien Hbf – Flughafen Wien-Schwechat                                | Rijdt elke twee uur tussen Frankfurt en Wenen. Enkele treinen vanaf Hamburg via Dortmund. Één trein vanaf Hamburg via Hannover.                                              |
| IC 26    | Intercity (DB Fernverkehr)        | [ [ Westerland (Sylt) – Husum ] / [ Hamburg-Altona ] – Hamburg Dammtor ] / [ Ostseebad Binz – Stralsund Hbf – Rostock Hbf – Bützow – Bad Kleinen – Schwerin Hbf ] – Hamburg Hbf – Hamburg-Harburg – Lüneburg – Uelzen – Celle – Hannover Hbf – Göttingen – Kassel-Wilhelmshöhe – [ Marburg (Lahn) – Gießen – Frankfurt (Main) Hbf – Darmstadt Hbf – Bensheim – Weinheim (Bergstraße) – Heidelberg Hbf – Bruchsal – Karlsruhe Hbf ] / [ Fulda – Würzburg Hbf – Ansbach – Augsburg Hbf – [ Buchloe – Kempten (Allgäu) Hbf – Immenstadt – Oberstdorf ] / [ München Ost – Rosenheim – [ Prien a Chiemsee – Traunstein – Freilassing – Berchtesgaden ] / [ Kufstein – Innsbruck Hbf ] ] | Enkele treinen vanaf Binz en Westerland, enkele treinen vanaf Kassel richting Augsburg.                                                                                      |
| IC/EC 30 | Intercity (DB Fernverkehr)        | [ [ Westerland (Sylt) – Husum ] / [ Hamburg-Altona ] – Hamburg Dammtor ] / [ Ostseebad Binz – Stralsund Hbf – Rostock Hbf – Bützow – Bad Kleinen – Schwerin Hbf ] – Hamburg Hbf – Hamburg-Harburg – Bremen Hbf – Osnabrück Hbf – Münster Hbf – Dortmund Hbf – Bochum Hbf – Essen Hbf – Duisburg Hbf – Düsseldorf Hbf – Köln Hbf – Bonn Hbf – Remagen – Andernach – Koblenz Hbf – Mainz Hbf – Mannheim Hbf – [ Heidelberg Hbf – Vaihingen (Enz) – Stuttgart Hbf ] / [ Karlsruhe Hbf – Baden-Baden – Freiburg (Breisgau) Hbf – Basel Bad Bf – Basel SBB – Zürich Hbf – Sargans – Landquart – Chur ]                                                                                  | Enkele treinen vanaf Binz en Westerland tot Stuttgart. |
| IC 31    | Intercity (DB Fernverkehr)        | [ [ Kiel Hbf – Neumünster ] / [ Hamburg-Altona ] – Hamburg Dammtor ] / [ Fehmarn-Burg – Oldenburg (Holst) – Lübeck Hbf ] – Hamburg Hbf – Hamburg-Harburg – Bremen Hbf – Osnabrück Hbf – Münster Hbf – Dortmund Hbf – Hagen Hbf – Wuppertal Hbf – Solingen Hbf – Köln Hbf – Bonn Hbf – Remagen – Andernach – Koblenz Hbf – Boppard Hbf – Bingen (Rhein) Hbf – Mainz Hbf – Frankfurt (Main) Flughafen Fernbahnhof – Frankfurt (Main) Hbf – Hanau Hbf – Würzburg Hbf – Nürnberg Hbf – Regensburg Hbf – Plattling – Passau Hbf | Twee treinen per dag per richting. 's Zomers één trein vanaf Fehmarn. |
| FLX 20   | FLX (FlixTrain)                   | Köln Hbf – Düsseldorf Hbf – Duisburg Hbf – Essen Hbf – Gelsenkirchen Hbf – Münster Hbf – Osnabrück Hbf – Hamburg-Harburg – Hamburg Hbf | [ 2 ] |

### Regionale treinen
De volgende regionale treinen doen station Hamburg-Harburg aan:
| Serie | Treinsoort                    | Route | Bijzonderheden         |
| ----- | ----------------------------- | --- | ---------------------- |
| IRE   | Interregio-Express (DB Regio) | Berlin Ostbf – Berlin Hbf – Berlin Zoologischer Garten – Berlin-Spandau – Stendal Hbf – Salzwedel – Uelzen – Lüneburg – Hamburg-Harburg – Hamburg Hbf | Enkele treinen per dag |
| RE 3  | Regional-Express (metronom)   | Uelzen – Lüneburg – Hamburg-Harburg – Hamburg Hbf |                        |
| RE 4  | Regional-Express (metronom)   | Bremen Hbf – Rotenburg (Wümme) – Buchholz (Nordheide) – Hamburg-Harburg – Hamburg Hbf                                                                 |                        |
| RE 5  | Regional-Express (Start)      | Hamburg Hbf – Hamburg-Harburg – Buxtehude – Stade – Otterndorf – Cuxhaven                                                                             |                        |
| RB 31 | Regionalbahn (metronom)       | Hamburg Hbf – Hamburg-Harburg – Maschen – Lüneburg |                        |
| RB 41 | Regionalbahn (metronom)       | Hamburg Hbf – Hamburg-Harburg – Buchholz (Nordheide) – Tostedt – Rotenburg (Wümme) – Bremen Hbf                                                       |                        |

### S-Bahn
De volgende S-Bahntreinen doen station Harburg aan:
| Serie | Treinsoort        | Route | Bijzonderheden |
| ----- | ----------------- | --- | -------------- |
|       | S-Bahn (DB Regio) | Pinneberg – Elbgaustraße – Eidelstedt – Altona – Hauptbahnhof – Harburg – Harburg Rathaus – Neugraben          |                |
|       | S-Bahn (DB Regio) | Elbgaustraße – Eidelstedt – Dammtor – Hauptbahnhof – Harburg – Harburg Rathaus – Neugraben – Buxtehude – Stade |                |

## Toekomst
In kader van de mogelijke Olympische Zomerspelen 2024 of 2028 moet een tijdelijk perron bij het station Harburg worden gebouwd. Daarvoor moeten volgens de senaat twee sporen gereactiveerd worden.
Hamburg Hauptbahnhof ·
Hamburg-Hammerbrook ·
Hamburg-Veddel · 
Hamburg-Wilhelmsburg ·
Hamburg-Harburg ·
Hamburg-Harburg Rathaus ·
Hamburg-Heimfeld ·
Hamburg-Neuwiedenthal ·
Hamburg-Neugraben
Hamburg-Harburg ·
Meckelfeld ·
Maschen · 
Stelle ·
Ashausen ·
Winsen (Luhe) ·
Radbruch ·
Bardowick ·
Bardowick ·
Lüneburg ·
Bienenbüttel ·
Bad Bevensen ·
Emmendorf ·
Uelzen ·
Suderburg ·
Unterlüß ·
Eschede ·
Celle ·
Ehlershausen ·
Otze ·
Burgdorf (Han) ·
Aligse ·
Lehrte ·
<1--Sjabloon:Spoorlijn Wanne-Eickel - Hamburg-->